# Тормозная система
Тормозная система, ранее Тормоз (от др.-греч. τόρμος) — специальная система для замедления или полного прекращения движения чего-либо, например груза, повозки, автомобиля, самолёта, подъёмной машины и прочего, которая дает возможность управлять этим движением и в случае надобности остановить его.
Тормозные системы предназначены для снижения (замедления) скорости движения и/или остановки (прекращения движения) транспортного средства или механизма. Они также позволяют удерживать механизмы и транспортные средства от самопроизвольного движения во время покоя или стоянки.

## История
В связи с развитием цивилизаций совершенствовались различные механизмы и транспорт ими используемые, а также для активной безопасности человека совершенствовались их тормозные системы.
Управление движением, то есть его замедление и остановка, в случае надобности, достигается введением сопротивления, которое частью или совершенно поглощает живую силу движущейся массы чего-либо. Для этого в большинстве случаев пользуются трением, являющимся при нажатии твёрдым телом на движущуюся часть, увеличивая силу нажатия соответственно потребности, для замедления и остановки. Для этого цивилизации и придумали различные тормоза для механизмов и машин.

## Виды и типы
Ниже представлены некоторые виды и типы тормозов и тормозных систем:
- Аэродинамический тормоз (воздушный тормоз)
- Парашютно-тормозная система
- Реверс
- Гидравлическая система
- Гидродинамическая система
- Механический тормоз:
  - Останов
  - Барабанный тормоз
  - Велосипедный тормоз
- Горный тормоз
- Стояночный тормоз
- Тормоз-замедлитель
- Тормозная двигательная установка
- и так далее.

## Примеры

### Тормозная система автомобиля
Вся совокупность устройств для осуществления торможения автомобиля и удержания его в неподвижном состоянии относительно дороги. Подразделяется на: рабочую, стояночную, вспомогательную, запасную. Состоит из управляющего органа (педали тормоза или рычага тормоза), тормозного привода, фрикционных тормозов, тормозов-замедлителей различной конструкции и различных принципов действия.

#### Рабочая тормозная система
Служит для всережимного регулирования текущей скорости автомобиля и его остановки с любой доступной эффективностью. Исполнительным элементом системы являются только фрикционные тормоза с гидравлическим, пневматическим, электрическим и комбинированным тормозным приводом.

#### Стояночная тормозная система
Служит для длительного удержания автомобиля в неподвижном состоянии относительно дороги. Исполнительным элементом являются только фрикционные тормоза. Обычно имеет механический тормозной привод, но также возможны и прочие типы привода.

#### Вспомогательная тормозная система
Служит для длительного поддержания скорости автомобиля на уклонах и её регулирования. Исполнительными элементами системы служат различные устройства, встроенные в силовой агрегат автомобиля (т.е. в его двигатель и трансмиссию) и выполняющие функцию замедлителя, такие как: гидродинамические передачи в трансмиссии и компрессионные тормоза в двигателе.

#### Запасная тормозная система
Служит для остановки транспортного средства при выходе из строя рабочей тормозной системы. Исполнительным элементом являются только фрикционные тормоза. Не имеет органа управления, а срабатывает автоматически. Распространена на автомобилях с пневматическим тормозным приводом, где функцию запасной тормозной системы выполняют так называемые энергоаккумуляторы. На автомобилях с гидравлическим тормозным приводом функция запасной тормозной системы возложена на стояночную тормозную систему.

#### История развития тормозных систем автомобиля

##### До автомобиля
Первые тормозные системы применялись ещё на гужевом транспорте. Лошадь разгоняла повозку до относительно больших скоростей и сама не справлялась с её остановкой. Первые механизмы тормозили само колесо посредством ручного рычага или системы рычагов. Деревянная колодка, иногда — с обитой кожей поверхностью прижималась непосредственно к ободу колеса, затормаживая его. В сырую погоду это было малоэффективно, к тому же, с распространением резиновых пневматических шин тормозить колесо таким образом стало просто невозможно, так как эффективность торможения была бы ничтожна, а резина от контакта с колодкой очень быстро бы стиралась.
С тех пор тормозной механизм претерпел серьёзную эволюцию. Наибольшее развитие в разработке тормозных систем произошло с появлением автомобиля.

##### До 1920-х: Эра пионеров
Первые автомобили, имевшие колёса каретного типа со сплошными резиновыми шинами, использовали по сути тот же самый колодочный тормоз, что и конные экипажи (строго говоря, все распространённые тормозные механизмы, кроме ленточных, являются колодочными, так как используют в своей работе так или иначе устроенные колодки, однако более сложно устроенные тормозные механизмы принято называть по их наиболее характерному конструктивному элементу — тормозному барабану, диску, и т. п.). Например, на первых автомобилях Бенца колёса тормозились именно колодками, обитыми кожей. Это было малоэффективно, к тому же кожа быстро истиралась, и на протяжении поездки порой приходилось несколько раз менять кожаные накладки. Усовершенствованный вариант этого механизма используется до сих пор на сравнительно простых и малоскоростных велосипедах, правда колодки теперь делают из металла, накладки — из фрикционного материала, и располагают их по бокам от обода колеса (на более дорогих и скоростных моделях используют уже дисковые тормоза).
Уже в начале XX века серийные легковые автомобили стали развивать скорость более 100 км/ч, что сделало жизненно необходимым наличие эффективной тормозной системы.
Как ни странно, первыми появились дисковые тормоза: запатентованы они были англичанином Уильямом Ланчестером в 1902, но на практике были использованы ещё в конце XIX века в форме, близкой к современным велосипедным. Главной их проблемой был ужасный скрип, издаваемый при контакте медных тормозных колодок с тормозным диском. По этой, а также иным причинам, на заре автомобилестроения наибольшее распространение получили не дисковые, а барабанные тормозные механизмы.
Изначально существовало два их варианта: первый из них — применённый ещё Даймлером ленточный тормоз: гибкая металлическая лента охватывала снаружи тормозной барабан и, будучи натянутой через систему рычагов, останавливала его вращение. Этот механизм применялся даже в 20-х — 30-х годах, например на Ford A / ГАЗ-А в приводе стояночного (не рабочего) тормоза; второй — барабанный тормоз с колодками полукруглой формы, расположенными внутри полого барабана и прижимающимися к его внутренней поверхности, — он был запатентован Луи Рено в 1902 году (сегодня под барабанным тормозом имеют в виду обычно именно такой механизм).
В том же 1902 году Рэнсом Олдс применил на гоночном «Олдсмобиле» ленточные тормоза собственной конструкции на задних колёсах с приводом от педали в полу. Эта конструкция оказалась для того времени удачной, и уже через пару лет её переняло большинство американских автомобилестроителей. В качестве рекламы, Олдс позднее провёл сравнение эффективности тормозов своей системы с традиционными колодочными на конном экипаже и барабанными на «безлошадном экипаже» другого производителя. Тормозной путь со скорости в 14 миль в час (22,5 км/ч) составил 6,5 м у «Олдсмобила», 11 м у безлошадного экипажа и 23,6 м — у конного, что весьма убедительно говорило в пользу ленточных тормозов Олдса.
Тем не менее, в эксплуатации ленточные тормоза оказались менее удобны. Так, при остановке на склоне холма автомобиль с ними мог скатываться вниз из-за самораспускания тормозной ленты — на особо крутых подъёмах пассажиру приходилось вылезать из автомобиля и подставлять под его колёса деревянные клинья. Расположенные открыто тормозные ленты очень быстро изнашивались и сильно страдали от коррозии, требуя частой замены — каждые несколько сотен километров. В сырую погоду тормозные ленты могли проскальзывать, как и в случае попадания под них грязи. Примерно теми же самыми недостатками страдали и барабанные тормозные механизмы с колодками, прижимаемыми к наружной поверхности барабана.
Поэтому уже в 1910-х годах на большинстве автомобилей стали использоваться барабанные тормоза, колодки которых были надёжно укрыты внутри барабанов, не проскальзывали и могли служить уже тогда до 1-2 тысяч километров пробега. Это были первые по-настоящему эффективные тормозные механизмы, принцип действия которых мало изменился до наших дней. Сначала колодки были чугунными, но потом на них стали делать накладки из более износостойкого материала на основе асбеста (в отечественной печати тех лет называемого «ферадо» или «феродо», по торговой марке, использовавшейся одной из фирм-производителей).

##### 1920-е — 1930-е
Барабанные тормозные механизмы в практически неизменном виде просуществовали вплоть до сороковых-пятидесятых годов в качестве основного и практически единственного типа тормозных механизмов на автотранспорте. Однако за это время существенно изменились системы привода тормозов.
Так, начиная с середины двадцатых годов тормозами стали в обязательном порядке снабжать все колёса — и передние, и задние. Пионеры автомобилестроения считали, что автомобиль с передними тормозами при замедлении станет неустойчивым, и ставили их только на задней оси. Впоследствии выяснилось, что автомобиль с передними тормозными механизмами при условии их правильной регулировки вполне управляем при торможении, более того — расположенные спереди тормоза ощутимо более эффективны. Поначалу передние и задние тормоза имели раздельный привод — на одну ось работала ножная педаль, а на вторую — рычаг, приводимый в действие рукой (на мотоциклах такой раздельный привод переднего и заднего тормозов сохранился до настоящего времени). Начинали торможение только задними тормозами, чтобы предотвратить занос на высокой скорости, а до полной остановки автомобиль замедлялся уже всеми четырьмя колёсами.
В 1919 году на «Испано-Сюизе» появился механический привод тормозов обоих мостов от одной педали, что достигалось благодаря введению в конструкцию специальных рычагов-уравнителей, согласовывающих срабатывание передних и задних тормозных механизмов и тем самым в большинстве случаев исключавших возникновение заноса. Это способствовало распространению новинки: если на Нью-Йоркском автосалоне 1924 года тормоза на всех колёсах имелись только у автомобилей Duesenberg и Rickenbacker, то уже несколько лет спустя они стали стандартом даже на недорогих «Фордах» и «Плимутах».
Автомобили марки «Плимут», выпускавшиеся с 1928 года, помимо тормозов на всех колёсах содержали в своей конструкции и другое важнейшее нововведение тех лет. В то время, как тормозные системы большинства автомобилей тех лет полагались на механический привод — сначала жёсткими тягами, а позднее проложенными между закреплёнными на раме шкивами тросами (вроде тех, которые в наши дни приводят в действие стояночный тормоз), — то на протяжении двадцатых-тридцатых годов общепринятыми становятся гидравлические тормозные системы, первая из которых была запатентована в США Малкольмом Локхидом (основателем фирмы Lockheed — производителя компонентов тормозных систем и крупного американского авиастроителя). В системе с гидроприводом тормозные механизмы приводились в действие через длинные системы трубок, заполненных гидравлической жидкостью, изначально изготовлявшейся на основе растительного масла. Впервые она была применена в 1921 году на ультрасовременном для своих лет Duesenberg Model A.
Уолтер П. Крайслер в значительной степени усовершенствовал систему гидроприводов Локхида, в частности — заменил постоянно подтекавшие кожаные уплотнительные манжеты гидроцилиндров на резиновые, и, заручившись разрешением самого Локхида, в 1924 году начал ставить их на свои машины (система Локхид-Крайслер). Эта система без радикальных изменений просуществовала на автомобилях корпорации «Крайслер» (в том числе и «Плимутах») до начала шестидесятых годов.
Автомобили General Motors окончательно перешли на использование гидравлических тормозов лишь к середине тридцатых годов, до этого предпочитая тормоза системы Винсента Бендикса (основателя фирмы Bendix) со считавшимся более надёжным механическим приводом, а Ford решился на такой переход лишь в 1938 году.
Помимо консерватизма производителей и экономических соображений, столь медленное распространение гидравлических тормозов было связано с обоснованными опасениями автомобилистов тех лет, боявшихся утечки тормозной жидкости, которая в одноконтурной тормозной системе могла привести к практически полному отказу. Тем не менее, преимущества гидравлики со временем позволили ей занять господствующее положение: хотя единичные случаи применения тормозных систем с механическим приводом на легковых автомобилях отмечались вплоть до середины пятидесятых годов, общей картины они уже не меняли. В первую очередь, необходимо отметить практически полное отсутствие необходимости в обслуживании и эксплуатационной регулировке гидравлической тормозной системы по сравнению с более капризным механическим приводом. Уже в первых конструкциях гидравлических тормозов требовалась лишь периодическая регулировка самих тормозных механизмов — «подводка» колодок к барабанам, и, изредка, проверка и регулировка величины свободного (холостого) хода педали, в то время, как в механическом приводе помимо этого также имелось множество изнашивающихся сочленений тяг, валиков и рычагов-уравнителей, нуждавшихся в периодической подтяжке, смазке и регулировке для достижения нормального торможения. В результате тормозная система с механическим приводом требовала внимания каждые несколько сотен километров пробега, в то время, как основные части гидравлических тормозов не требовали никаких операций по обслуживанию в течение десятков тысяч километров. Дальнейшее совершенствование устройства гидравлической системы привода тормозов вообще свело весь периодический уход за ней к проверке уровня тормозной жидкости в бачке.
Примерно в те же годы появляются и первые системы сервоприводов, снижавших усилие на педали тормоза. Первым серийным автомобилем с вакуумным усилителем тормозов был Pierce-Arrow 1928 года. К началу тридцатых их использовали такие производители люксовых автомобилей, как Lincoln, Cadillac, Duesenberg, Stutz и Mercedes-Benz. Массовое их распространение, тем не менее, пришлось лишь на пятидесятые годы.

##### 1940-е — 1950-е
В сороковых-пятидесятых годах ввиду существенного роста мощности двигателей и скоростей движения появилась необходимость значительного повышения эффективности тормозов серийных автомобилей.
Помимо внедрения в тормозные системы всевозможных усилителей (как правило — либо гидровакуумных, в которых разрежение во впускном коллекторе при помощи специального механизма воздействовало на тормозную жидкость, повышая эффективность торможения, либо вакуумных, где разрежение во впускном трубопроводе двигателя непосредственно воздействовало на связанный с педалью шток; также существовали гидроусилители тормозов, использовавшие не разрежение, а давление, создаваемое насосом усилителя рулевого управления), стали совершенствоваться и сами тормозные механизмы.
Первым существенным улучшением конструкции барабанного тормоза стало появление в сороковых годах механизма с двумя раздельными гидроцилиндрами и двумя ведущими колодками (дуплексного). До этого гидроцилиндр был один и раздвигал он сразу обе колодки, что было существенно менее эффективно.
В первые предвоенные и особенно послевоенные годы скорости движения автомобилей росли за счёт появления на массовых моделях достаточно мощных моторов, использующих ставшие доступными широкому потребителю высокооктановые сорта бензина. Самые мощные серийные автомобили пятидесятых годов имели максимальную скорость, вплотную приближающуюся к 200 км/ч. При длительном торможении с высокой скорости существовавшие в то время тормозные механизмы, не рассчитанные на такой режим работы, перегревались и теряли эффективность. Ответным шагом конструкторов стало появление алюминиевых тормозных барабанов (с запрессованными в них чугунными кольцами, к которым непосредственно прижимались колодки), обеспечивавших лучший отвод тепла, введение служившего той же цели оребрения на их поверхности (вентилируемые барабанные тормоза), а также использование тормозных колодок с более жаростойкими накладками, не содержащими органических компонентов (non-organic linings).
На тяжёлых грузовиках получают распространение пневматические тормозные системы.
Со временем тормозные колодки изнашиваются и начинают слабее прижиматься к поверхности барабана, чем существенно снижается эффективность торможения. Для предотвращения этого эффекта в барабанных тормозах были предусмотрены механизмы (эксцентрики), позволяющие в процессе регулировки немного сместить тормозные колодки наружу, восстановив их контакт с поверхностью барабана при торможении («подвести» тормоза). Однако такие механизмы требовали постоянной регулировки, причём добиться равномерного торможения всеми четырьмя колёсами было сложно. Решением проблемы стало внедрение гидроцилиндров с особой конструкцией, обеспечивавшей «самоподвод» тормозных механизмов (как правило за счёт стопорных колец, плотно посаженных в цилиндр с усилием сдвига не менее 50…60 кг, которые по мере износа колодки постепенно продвигались вместе с поршнем в стороны выхода из цилиндра, но в отличие от него не возвращались в исходное положение при падении давления, компенсируя износ колодки и обеспечивая постоянную величину рабочего хода поршня). Впервые они появились на «Студебекере» в 1946 году. Это не только избавило владельца от весьма частой регулировки тормозов автомобиля, но и существенно повысило безопасность, так как при исправном механизме исключалась возможность неправильной регулировки или пренебрежения ей. Тем не менее, по соображениям экономии ещё долгое время многие автомобили не имели такой системы. Например, в США они имелись в списке доступного за доплату дополнительного оборудования для автомобилей марки «Меркури» 1957 года, а широкое распространение получили лишь в середине шестидесятых. Советский вариант Fiat 124 — ВАЗ-2101 — также не имел «самоподвода» задних барабанных тормозных механизмов, как и многие бюджетные европейские автомобили тех лет (при этом «Москвич-408 / 412» и «Волга» ГАЗ-24 — уже имели).
Между тем, все меры по повышению эффективности барабанных тормозов оказались недостаточными: на рубеже пятидесятых и шестидесятых годов наметилось явное несоответствие динамических и тормозных возможностей автомобилей. Тормозные системы попросту не поспевали за стремительным ростом мощности моторов, что особенно явно было заметно в США, где вовсю разгоралась «гонка лошадиных сил» — каждый производитель старался представить на рынке более мощную машину, чем у конкурентов, что привело к тому, что редкий американский автомобиль имел в те годы менее шести цилиндров и 100 л. с. Тормозные механизмы же оставались по сути теми же, что и в тридцатых годах.

##### 1960-е — 1980-е
В 1953 году на Jaguar C-Type впервые в мире начали устанавливать тормозные механизмы принципиально иного типа — дисковые, разработанные фирмой British Girling (в настоящее время Lucas Girling). В них колодки прижимались не к внутренней поверхности барабана, а к плоским наружным плоскостям чугунного диска. В самом конце пятидесятых — начале шестидесятых они начали получать распространение на быстроходных серийных автомобилях. В США первым автомобилем с дисковыми тормозами современного типа стал Studebaker Avanti 1963 года (фирма Chrysler ещё в 1949—1954 годах предлагала в виде опционального оборудования на своих самых дорогих моделях дисковые тормоза системы Ausco-Lambert, однако их конструкция не имела ничего общего с современным дисковым тормозом кроме самого по себе наличия тормозного диска — точнее, двух тормозных дисков с фрикционными накладками, которые под действием гидроцилиндра расходились и прижимались ко внутренней поверхности полого тормозного барабана).
Дисковый тормозной механизм конструктивно проще барабанного с автоматической регулировкой зазора, компактнее, легче и дешевле. Он эффективнее, несмотря на меньшую площадь колодок, благодаря тому, что поверхность диска плоская и колодки прижимаются к нему равномерно (полукруглая поверхность колодки барабанного тормоза же неравномерно прижимается к внутренней поверхности барабана), и имеет меньшее время срабатывания. Он проще в обслуживании (в частности — как правило проще замена колодок), практически не ограничивает тормозное усилие на колодках (в барабанном механизме оно ограничено прочностью барабана).
Дисковые тормоза лучше охлаждаются, потому что воздух может свободно циркулировать между диском и поверхностью колодки. Существуют также вентилируемые диски, у них фрикционных поверхностей две. Они разделены перемычками, которые обеспечивают постоянную циркуляцию воздуха внутри тормозного диска за счёт центробежной силы и за счёт этого улучшают теплоотвод. Большинство передних дисковых тормозов на современных машинах — именно вентилируемые, потому что как раз на них приходится большая часть работы при остановке автомобиля. При этом большинство задних тормозов — не вентилируемые. Они имеют сплошной диск, потому что задние тормоза просто-напросто не вырабатывают большого количества тепла (хотя на тяжёлых быстроходных автомобилях может быть оправдано применение вентилируемых тормозных дисков и на задней оси).
Другим плюсом дисковых тормозов является то, что они самоочищаются от воды, грязи и продуктов износа — загрязнения и газы «сбрасываются» с диска при его вращении, в отличие от барабана, который легко собирает на себя, например, пыль — продукт износа колодок. Вода, масло, газообразные продукты трения — всё это быстро отводится от рабочих поверхностей, не ухудшая торможение.
Главными же преимуществами дисковых тормозов перед барабанными считают постоянство (стабильность) характеристик и широкие возможности для регулировки их работы, что приводит к улучшению торможения, а в конечном итоге — повышению безопасности движения.
Характерны для них и определённые недостатки. Площадь их колодок получается сравнительно небольшой, что вызывает необходимость повышения давления в тормозной системе. Это означает рост усилия на педали тормоза и увеличение износа колодок, что вызывает их частую замену.
В барабанном тормозном механизме с двумя рабочими цилиндрами эффективность работы повышается за счёт вращения барабана при движении автомобиля, которое при торможении стремится ещё сильнее прижать к нему колодки («увлекая» их за собой и дополнительно проворачивая их вокруг своих осей), в итоге также уменьшая необходимое усилие на педали тормоза (водителю достаточно легкого нажатия на педаль чтобы колодки коснулись барабана, после чего этот эффект начинает работать как своеобразный «усилитель») — на дисковых тормозных механизмах такой эффект совершенно отсутствует, так как диск вращается в направлении, перпендикулярном к направлению действия тормозного усилия. Поэтому автомобили с дисковыми тормозами, особенно на всех колёсах, в абсолютном большинстве случаев снабжаются сервоприводом (усилителем) тормозов — без него усилие на педали было бы чрезмерно велико.
Кроме того, с дисковым тормозным механизмом сложнее организуется привод стояночного (ручного) тормоза, ввиду чего долгое время на задней оси многих автомобилей продолжали использовать барабанные тормоза (иногда даже использовались механизмы с рабочими дисковыми и отдельным барабанным парковочным тормозом меньшего размера).
Основной же причиной столь позднего массового внедрения дисковых тормозов было то, что при значительно более высокой эффективности дисковые тормоза также выделяют значительно больше тепла, чем барабанные. Это не создавало особых проблем, скажем, на железнодорожном транспорте, где для торможения используется пневмопривод, однако для автомобильной тормозной системы с её гидравлическим приводом представляло большую опасность: при использовании ранних образцов тормозных жидкостей на основе спиртов и растительного масла (касторового) — дешевых и удобных в эксплуатации, но имевших низкую температуру кипения — при длительном торможении это приводило к закипанию тормозной жидкости в гидроприводе, образованию паровых пробок и «проваливанию» педали тормоза с потерей эффективности торможения, что было крайне опасно. Именно поэтому, хотя сама по себе конструкция дискового тормоза была известна очень давно, её применение на автомобилях долгое время ограничивалось системой стояночного тормоза, имевшей не боявшийся повышенного тепловыделения механический привод (например, дисковые центральные стояночные тормозы автомобилей ГАЗ-ААА, ГАЗ-51, ГАЗ-63 и др.).
Только с появлением более высококипящих тормозных жидкостей на гликолевой основе стало возможным массовое применение дисковых тормозных механизмов. Применение старых марок тормозных жидкостей на масляной основе в таких тормозных системах было существенно ограничено или полностью исключено.
Ещё одним большим минусом дисковых тормозов можно назвать то, что они из-за своей открытости подвержены загрязнениям, несмотря на эффект «самоочищения». Грязь и пыль, всё же попадающие между диском и колодкой, могут быстро привести диск в негодность. Если он слишком тонок, он не способен рассеивать тепло и в экстремальных ситуациях может просто треснуть. Поэтому за износом дисков нужно следить и в случае необходимости заменять их.
Барабанные тормоза считаются более пригодными для тяжёлых условий эксплуатации по бездорожью или запылённым просёлочным дорогам. Например, на ВАЗ-2101 конструкторы поставили задние барабанные тормоза, хотя на итальянском прототипе Fiat 124 они были дисковыми: лучшая тормозная динамика версии с дисковыми тормозами просто не была бы востребована в СССР, где поток транспорта был намного менее плотным, чем в Западной Европе, и остальные автомобили, даже новейшей разработки, в те годы имели ещё худшую тормозную динамику и, как правило, барабанные тормоза без усилителя. При этом барабанные тормоза были более приспособлены к тяжёлым дорожным условиям страны, да и замена колодок на них требовалась существенно реже, что также было большим плюсом в тогдашних условиях. По тем же причинам долго ставили на автомобили барабанные тормоза и, например, в Австралии, также не отличавшейся идеальными дорогами, и на внедорожниках.
Передние тормозные диски находятся в относительно благоприятных условиях, а вот задние принимают на себя всю грязь, которую отбрасывают назад передние колеса. Вот почему задние тормозные колодки и диски часто изнашиваются быстрее передних (на том же Fiat 124 в отечественных дорожных условиях задние тормозные колодки снашивались до металла за 500—600 км пробега), хотя на них приходится намного меньшая доля работы во время торможения.
В случае использования задних дисковых тормозных механизмов использование стояночного тормоза при отрицательной температуре воздуха необходимо исключить, так как часты случаи примерзания колодок к диску. Барабанный механизм лучше герметизирован и как правило меньше подвержен этому.
Существовали различные конструкции дисковых тормозных механизмов — двух-, четырёх- и шестипоршневые, с неподвижной и плавающей скобой, вентилируемые, и так далее.
Впоследствии и до настоящего времени конструкция дисковых тормозов принципиально не менялась.
Тормозные диски с перфорацией (просверленными в дисках отверстиями) — отчасти просто украшение, однако не совсем бесцельное: отверстия позволяют воде и газам, находящимся между поверхностью колодок и поверхностью диска, «забиваться» в них, и тормоза таким образом срабатывают быстрее, не ожидая лишнего поворота диска, очищающего его. Это может быть важным в ситуациях, встречающихся в автоспорте, однако при повседневной городской езде, как правило, некритично. К тому же отверстия уменьшают площадь трущейся поверхности диска, а ещё в них могут забиться мелкие камешки, что потребует лишней работы по их удалению.
Изначально дисковые тормоза устанавливали, как правило, и на переднюю, и на заднюю ось: в частности, именно так поступала фирма Fiat — один из пионеров внедрения «дисков». Однако по мере того, как дисковые тормозные механизмы входили в широкий обиход и становились доступны хотя бы как дополнительное оборудование на сравнительно недорогих автомобилях, многие фирмы в целях экономии и упрощения конструкции ручного тормоза стали ставить более эффективные дисковые тормоза только спереди, где их наличие сказывалось на потребительских качествах автомобиля особенно заметно, а на задней оси — оставлять «барабаны», несмотря на очевидную несбалансированность такой системы. Стандартным оборудованием большинства легковых автомобилей дисковые тормоза на всех колёсах стали на Западе лишь к концу восьмидесятых — середине девяностых годов.
На тяжёлых автомобилях — в первую очередь грузовиках и автобусах, а также на очень больших легковых производства США — долгое время использовались барабанные тормозные механизмы, особенно в задних тормозах, так как у них проще увеличить мощность тормозного механизма за счёт наращивания площади колодок — для этого наряду с диаметром просто увеличивают ширину барабана. С тормозными дисками же увеличить мощность тормозного механизма возможно лишь за счёт роста их диаметра, который ограничен размерами ободов колёс. Поэтому получается, что барабанный тормозной механизм можно сделать намного мощнее в абсолютном выражении за счёт большой площади колодок, несмотря на его меньшую относительную (удельную) эффективность по сравнению с дисковым.
Вторым важным усовершенствованием, сделанным в шестидесятые годы, стало массовое распространение двухконтурных тормозных систем, в которых так или иначе предусматривалось разделение гидропривода на два независимых контура. При выходе из строя или снижении эффективности действия одного из них, второй обеспечивал достаточную эффективность торможения для того, чтобы добраться до ближайшего места ремонта. Начиная с конца шестидесятых — начала семидесятых годов такие системы были в большинстве развитых стран включены в обязательные технические требования ко всем новым автомобилям. Например, в США двухконтурная система стала обязательной с 1967 года, хотя ещё с начала десятилетия многие фирмы внедряли двухконтурные тормоза: «Кадиллак» — в 1962, American Motors — в 1963, Studebaker — в 1964.
В конце шестидесятых годов появляется ещё одно важное усовершенствование — антиблокировочная система тормозов — ABS (англ. Anti-lock Braking System). Эта система в её современном виде была разработана в США в конце шестидесятых годов фирмой Bendix и впервые появилась на автомобилях марки Imperial корпорации Chrysler в 1971 модельном году как дополнительное (опциональное, доступное по заказу за доплату) оборудование. Это была трёхканальная компьютеризированная электронная система. Аналогичные по функционалу механические системы находили весьма ограниченное применение и ранее (в авиации под названием «автомат растормаживания» — с 1929 года), но они отличались низкой надёжностью и высокой ценой, вследствие чего не получили массового распространения на серийных автомобилях. В Европе аналогичные системы получили распространение ближе к концу семидесятых годов.
ABS стала особенно актуальной в связи с массовым распространением вакуумных усилителей в тормозных системах и эффективных, быстродействующих дисковых тормозных механизмов, которые в сочетании друг с другом легко позволяют при нажатии на педаль заблокировать колёсные тормозные механизмы. Колёса при этом прекращают вращаться и, как показали исследования, эффективность торможения автомобиля в таком режиме (движение «юзом», то есть, скольжение неподвижных колёс по асфальту) существенно снижается по сравнению со случаем, когда тормозящие колёса катятся (на грани срыва в «юз»). Кроме того, очень важно то, что при заблокированных передних колёсах машина становится неуправляемой, поскольку направление движения практически не зависит от поворота передних колес, если они не катятся, а скользят. При таком торможении «юзом» шины не оказывают сопротивления боковому уводу, то есть, любая боковая сила (например, возникающая при наезде на неровность дорожного покрытия) может вызвать неконтролируемое водителем отклонение автомобиля от прямолинейного движения. В результате при торможении «юзом» машина с дисковыми тормозами и усилителем нередко испытывала опасную тенденцию к заносу задней оси. Применение автоматических регуляторов тормозных сил на задних тормозных механизмах решало данную проблему лишь отчасти.
ABS делает практически невозможной блокировку колёс за счёт управляемого электронным блоком снижения давления в контурах колёс, подверженных в данный момент блокировке, таким образом поддерживая их «на грани» блокирования — торможение в этот момент считается наиболее эффективным. По сути, эта система имитирует приём прерывистого торможения — на автомобилях без ABS он используется при движении по скользкому покрытию и также призван противодействовать блокировке колёс. Лишь в некоторых, сравнительно редко встречающихся в странах с развитой дорожной сетью условиях (например — на грязи, песке, гравии или глубоком слое снега, когда заблокированное колесо способно эффективно останавливаться за счёт «зарывания» в рыхлый грунт) ABS может способствовать незначительному увеличению тормозного пути по сравнению с автомобилем без ABS, водитель которого использует специальных приёмы торможения. Более важно, однако, то, что автомобиль с ABS не теряет управляемости даже при экстренном торможении, его не заносит в одну сторону при блокировке одного из передних колёс. Также в системе тормозов с ABS отсутствуют сравнительно ненадёжные механические регуляторы давления, использующиеся в традиционной системе в контуре задних колёс.
Единственный, но достаточно существенный реальный недостаток большинства ABS — невозможность противодействия блокировке в ситуации, когда все колёса автомобиля находятся на участке покрытия с одинаково низким коэффициентом сцепления, поскольку для принятия решения ABS сравнивает скорости вращения колёс между собой, а также со скоростью движения автомобиля.

##### Современный этап
Начиная с середины девяностых годов в связи с необходимостью дальнейшего повышения эффективности тормозов наметилась тенденция к существенному увеличению диаметра колёсных ободов с целью размещения тормозных дисков большего размера, при одновременном сильном снижении высоты профиля шины. На современных легковых автомобилях не является редкостью применение ободов посадочным диаметром 16-17 дюймов, в некоторых случаях — до 22", и сверхнизкопрофильных шин с высотой профиля всего в несколько сантиметров. Это позволяет разместить тормозные диски вполне достаточной эффективности. Решёнными в настоящее время можно считать и проблемы с организацией привода стояночного тормоза при дисковых механизмах тормозов.
Всё это открыло возможности для широчайшего использования дисковых тормозных механизмов всех колёс, которые в настоящее время являются в развитых странах стандартным оборудованием для всех или как минимум абсолютного большинства новых легковых автомобилей. Появляются и дисковые тормозные системы для быстроходных грузовиков.
Следуя за почти столь же массовым внедрением ABS, в настоящее время происходит непрерывное дальнейшее совершенствование тормозных систем автомобилей за счёт использования управляющей электроники — можно назвать такие сравнительно недавние новшества, как ESP, TCS, EBD, и так далее — результатом чего становится дальнейший рост активной безопасности. Однако наиболее важным фактором безопасности, как и во все времена, остаётся всё же поведение водителя.
Важным нововведением последних десятилетий стал электропривод стояночного тормоза, обычно представляющий собой расположенные во всех колёсных тормозных механизмах сервоприводы с электродвигателями и редукторами, приводящими в движение тормозные колодки. Такой привод стояночного тормоза, помимо своего непосредственного назначения, позволяет также затормаживать автомобиль по команде бортовой электроники без задействования основной тормозной системы, например — при срабатывании системы безопасности City Stop, предотвращающей столкновение со впереди идущим автомобилем при движении в транспортном заторе. Значительно повышается и эффективность использования стояночного тормоза в качестве резервной тормозной системы.
В связи с тем, что в последнее время набирают популярность электромобили и автомобили с гибридными силовыми установками, всё чаще используются рекуперативное торможение, где энергия, вырабатываемая при торможении, преобразуется в электрическую, подзаряжает аккумуляторы. Например, в Toyota Prius тормозные колодки используются для удерживания автомобиля на месте и для экстренного торможения, а основную роль в торможении играют мотор-генераторы, поэтому тормозные колодки у гибридных автомобилей служат в несколько раз дольше, чем у обычных.

### Тормозная система с пневматическим приводом
Общее устройство:
- Компрессор с регулятором давления.
- Трубки и шланги.
- Тормозной кран.
- Манометр.
- Воздушные баллоны (ресиверы).
- Предохранительный клапан.
- Разобщительный кран прицепа.
- Разобщительная головка прицепа.
- Пневмокамеры.
- Тормозные механизмы.

Устройство тормозного механизма:
- Тормозной барабан.
- Тормозные колодки.
- Разжимной кулак.
- Стяжные пружины.
- Опорные пальцы колодок.
- Механизм развода колодок.

Принцип действия:
При работающем двигателе и отпущенной педали компрессор накачивает воздух в баллоны, где он хранится под давлением. Из баллонов воздух поступает к тормозному крану, от тормозного крана воздух поступает через верхнюю секцию в баллоны прицепа. При нажатии на педаль тормоза верхняя секция закрывается, и воздух прекращает поступать к прицепу. Тормозной кран прицепа открывается, и воздух из баллонов прицепа поступает в пневмокамеры прицепа, и прицеп начинает затормаживать. Нижняя секция тормозного крана автомобиля открывается, и воздух поступает из баллонов автомобиля к пневмокамерам автомобиля, и автомобиль начинает затормаживать. Воздух, поступая в пневмокамеры, давит на диафрагму, она, сжимая пружину, смещается и давит на толкатель, а он передаёт усилие на рычаг и валик разжимного кулака. Разжимной кулак поворачивается и разводит колодки. Колодки прижимаются к барабану, и за счёт трения затормаживают его. При отпускании педали тормоза всё возвращается в исходное положение за счёт возвратных пружин, а воздух из пневмокамер выходит в атмосферу через кран.

#### Многоконтурные тормозные системы
Общее устройство:
- Компрессор
- Влагомаслоотделитель
- Регулятор давления.
- Общий баллон.
- Разобщительный клапан.
- Баллон переднего контура.
- Баллон заднего контура.
- Двухсекционный тормозной кран.
- Тормозной кран прицепа.
- Разобщительный кран и разобщительная головка прицепа.
- Пневмокамеры.
- Манометры.
- Предохранительные клапаны.

Принцип действия аналогичен одноконтурным тормозным системам. Разница лишь в том, что для каждой пары колес воздух поступает из отдельного баллона.

### Тормозные механизмы гусеничной техники (на примере трактораТ-130)
Предназначены для снижения скорости движения, удержания машины на уклоне и для остановки одного из бортов для более резкого поворота машины.
Устройство:
- Ведомый барабан (тормозной).
- Тормозная лента с фрикционной накладкой.
- Двухопорный рычаг.
- Кронштейн рычага.
- Рычаги и тяги привода тормозного механизма.
- Возвратная пружина.

Принцип действия:
При нажатии на педаль тормоза усилие передаётся двухопорному рычагу. Он поворачивается, одной точкой опирается на кронштейн и держит один конец ленты, а другой точкой натягивает ленту. Барабан обжимается лентой и затормаживает.

## Системы торможения колёс шасси авиационной техники
На летательных аппаратах, как правило, существует основная система торможения, аварийная система торможения, стартовый тормоз и стояночный. Основная система предназначена для торможения при посадке летательного аппарата, а также при движении по аэродрому. Как правило, все тормозные колёса оборудованы автоматом растормаживания — антиюзовой автоматикой, которая предотвращает полное затормаживание колеса, сохраняя управляемость, и что самое главное, целостность колёс шасси. На машинах старых выпусков (например, Ил-18, Ан-24) на каждом тормозном колесе установлен инерционный электрический датчик, который выдаёт сигнал в тормозную систему при блокировании колеса на его растормаживание, либо инерционный гидроавтомат растормаживания (напр., на Ту-154), непосредственно сбрасывающий давление в тормозном суппорте юзующего колеса. Существуют и полностью электронные системы с датчиками частоты вращения колёс и блоками, управляющими кранами растормаживания (Ан-124, Ан-148 и др.)
Аварийная система торможения является резервной и работает по упрощённой схеме, минуя антиюзовую автоматику. Как правило, при аварийной посадке с использованием аварийного торможения пневматики колёс разрушаются, также возможно разрушение барабанов колёс и возгорание ступиц (выполненных обычно из хорошо горящих алюминий-магниевых сплавов). Для питания аварийных тормозов установлены отдельные гидроаккумуляторы, подзаряжаемые от одной из основных гидросистем — например, на Ту-154 гидроаккумулятор аварийных тормозов стоит в нише передней опоры шасси, тогда как агрегаты основных гидросистем стоят в хвосте.
Стартовый и стояночный тормоз могут быть совмещены. Необходимы для затормаживания летательного аппарата на старте для вывода двигателей на взлётный режим и при длительной стоянке на земле.
Сразу после взлёта колёса летательного аппарата обычно затормаживаются. Могут использоваться штатные тормоза или автоматическая система затормаживания после взлёта, а также отдельная система затормаживания.
В отечественной авиации принята система торможения колёс с управлением двух типов: на большинстве лёгких самолётов ручка торможения в виде рычага расположена на ручке управления (РУС). На тяжёлых машинах (и некоторых маневренных самолётах F-5, Су-25, семейство Су-27) основные тормоза колёс приводятся в действие нажатием на верхние кромки (тормозные площадки) педалей путевого управления.
В техническом плане система торможения колёс летательного аппарата может быть простой (двухколодочный тормоз барабанного типа, как на легковом автомобиле — вертолёт Ми-8), так и достаточно сложной — многоконтурной электронно-гидравлической системой с дублированием и резервированием. Применяются колодочные тормоза, состоящие из резиновой тормозной камеры, проложенной внутри барабана колеса, при подаче в которую воздуха или гидравлической жидкости камера расширяется и прижимает колодки (несколько десятков шт.) равномерно по радиусу тормозного барабана. В относительно современных самолётах в качестве тормозного агрегата внутри барабана колеса смонтирован многодисковый сухой фрикцион (наподобие мотоциклетного сцепления) с чередующимися дисками. Для исключения перегрева тормоза в ряде случаев применяется принудительное охлаждение, например, испарительное (спиртом), или встроенным в полость ступицы высокооборотным электровентилятором.

### Тормозные системы на железнодорожном транспорте
На ЖД-транспорте как основной используется колодочный тормоз с пневмоприводом, как дополнительный часто используется электрический (в метрополитене вследствие частых торможений и опасности загрязнения тоннелей пылью от колодок — как основной). Тормозные цилиндры могут быть установлены как на тележках, так и на главной раме, они приводят в действие тормозную рычажную передачу (ТРП), на которой установлены тормозные колодки, прижимаемые при торможении к колесу. Нажатие может быть односторонним (колодки прижимаются только с одной стороны колеса), так и двусторонним. Одностороннее нажатие применено на грузовых вагонах, старых электровозах — например, ВЛ22М, паровозах. На скоростном подвижном составе зачастую применяются дисковые тормоза, в этом случае на каждый диск работает свой небольшой тормозной цилиндр.
Для торможения всего состава, как правило, используется автоматический тормоз. По составу проложена тормозная магистраль (ТМ), на каждом вагоне установлены воздухораспределитель (ВР) и запасный резервуар (ЗР). Для подготовки автотормозов к действию в ТМ создаётся так называемое зарядное давление (обычно — 0,42-0,55 МПа), запасные резервуары заряжаются через ВР-ы, в дальнейшем при движении в ТМ поддерживается зарядное давление. Для торможения давление в ТМ снижается, при этом ВР-ы срабатывают на торможение и пускают воздух из ЗР-ов в тормозные цилиндры. Для отпуска в ТМ восстанавливается зарядное давление. В такой системе обеспечивается срабатывание тормозов всего состава при открытии любого стоп-крана или разрыве состава (поэтому тормоз называется автоматическим), а также, в отличие от пружинных автотормозов, возможна буксировка вагонов без подачи на них воздуха — достаточно лишь выпустить с помощью клапана отпуска воздух из ЗР, что ценно на манёврах.
Для синхронного срабатывания тормозов по длине состава и более лёгкого управления применяется электропневматический тормоз (ЭПТ) — электрическое или электронное управление пневмотормозами. Простой электрический ЭПТ применяется на пассажирских, дизель- и электропоездах бывшего СССР, электронный — на грузовых поездах некоторых железных дорог США. Также ЭПТ в качестве местной доработки встречается на подвижном составе горных предприятий — например, в Коркинском угольном разрезе. На локомотивах имеется неавтоматический тормоз — система, давление по которой подаётся напрямую из главных резервуаров в тормозные цилиндры через кран вспомогательного тормоза (КВТ). Применяется КВТ при следовании одиночным локомотивом, а также в некоторых случаях при следовании с поездом.
Стояночный тормоз на локомотивах и вагонах зачастую имеет вид штурвала, с помощью которого через червячную или цепную передачу приводится в действие ТРП одной или нескольких колёсных пар.